# آروو والتون
آروو والیکیوی (استونیایی: Arvo Vallikivi؛ زادهٔ ۱۴ دسامبر ۱۹۳۵)  با تخلص آروو والتون نویسنده، فیلم‌نامه‌نویس و سیاستمدار اهل استونی است.